# Mieczysław Kapiak

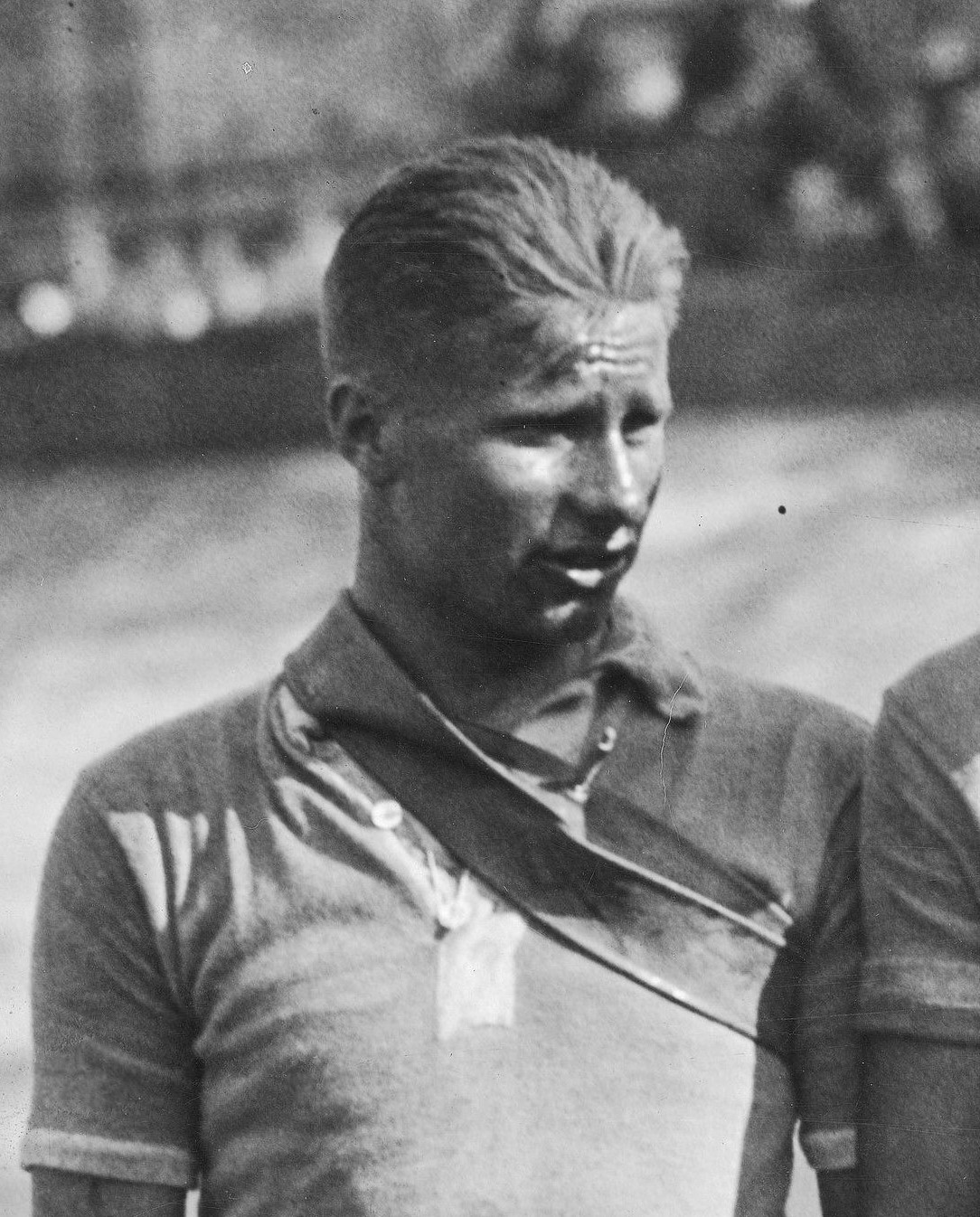
Mieczysław Kapiak

Mieczysław Kapiak (* 15. August 1911 in Warschau; † 20. September 1975 ebenda) war ein polnischer Radrennfahrer.

## Sportliche Laufbahn
Er war Teilnehmer der Olympischen Sommerspiele 1936 in Berlin. Dort schied er beim Sieg von Robert Charpentier im olympischen Straßenrennen vorzeitig aus. Die polnische Mannschaft kam nicht in die Mannschaftswertung.
1938 wurde er Vize-Meister Polens im Straßenrennen hinter Józef Kapiak, 1939 wurde er Dritter der Meisterschaft beim Sieg von Eugeniusz Targonski. 1937 hatte er mit dem 10. Platz sein bestes Resultat bei seinen sechs Starts in der Polen-Rundfahrt.